# Attentatet i Québec 2017
Attentatet i Québec var ett terrorattentat mot moskén Centre Culturel Islamique de Québec  i förorten Sainte-Foy till staden Québec i Kanada under pågående kvällsbön klockan 19:30 lokal tid (EST) den 29 januari 2017. Sex personer dödades och 17 skadades. 

## Dödsoffer och skadade
Alla de sex döda var män, då skjutningen inträffade i männens del av moskén. Kvinnor och barn befann sig på övervåningen. Dödsoffren var två från Algeriet, två från Guinea, en från Tunisien och en från Marocko. De hade alla dubbla kanadensiska medborgarskap.

## Misstänkt gärningsman
Två misstänkta gärningsmän greps snabbt för dådet som av kanadensiska myndigheter betecknas som en terroristattack. Den ene släpptes snabbt igen och betraktas som vittne. Den andre 27-åriga fransk-kanadensaren Alexandre Bissonnette är fortfarande frihetsberövad. Han var student och läste statsvetenskap vid Université de Laval i Québec och var inte tidigare känd av polisen. Den misstänkte gärningsmannen greps strax efter dådet sedan han själv ringt polisen och sagt att han ville samarbeta med myndigheterna. Han är känd för sina invandrings- och islamfientliga politiska åsikter.